# São Romão de Neiva
 (mars 2020).
Si vous disposez d'ouvrages ou d'articles de référence ou si vous connaissez des sites web de qualité traitant du thème abordé ici, merci de compléter l'article en donnant les références utiles à sa vérifiabilité et en les liant à la section « Notes et références ».
São Romão de Neiva est une paroisse portugaise de la municipalité de Viana do Castelo.

## Histoire
Il y a des références à l'Église de São Romão dans des documents des XIe et XIIe siècles. En eux, il est appelé une abbaye. Elle apparaît dans les Enquêtes de D. Afonso III, de 1258, comme couto et, dans celles de D. Dinis, faites en 1290, elle est appelée paroisse. En 1528, il apparaît dans le livre des avantages et des éloges inséré dans le pays d'Aguiar de Neiva, étant un monastère bénédictin. Américo Costa décrit cette paroisse comme conservatrice de la présentation du couvent de São Romão de l'Ordre de São Bento, en termes de Barcelos. Sur le plan administratif, il appartenait, en 1839, au district et à la municipalité de Barcelos et, en 1853, à celui de Viana do Castelo. Il appartient au diocèse de Viana do Castelo depuis le 3 novembre 1977.

## Monuments
- Monastère de São Romão de Neiva (Église, croisière et vestiges du couvent)
- Mamoa de Gandra
- Dolmen de la carrière
- Mamoa da Quarry
- Menhir de Forjães
- Château Menhir
- Pont médiéval sur la rivière Neiva
- Tombe médiévale creusée dans la roche
- Chapelle Nª Sª do Castro (Chapelle et environs)
- Chapelle de Sant'Ana
- Chapelle Nª Sª do Carmo
- Azenhas do Rio Neiva
- Amandes
- Quinta de São Romão